# 14989 Татт
14989 Татт (14989 Tutte) — астероїд головного поясу, відкритий 25 жовтня 1997 року.
Тіссеранів параметр щодо Юпітера — 3,217.
Названо на честь канадського математика Вільяма Татта (англ. William Thomas Tutte, 1917–2002).